# Каміль Леллюш
Каміль Лелуш (англ. Camille Lellouche) — французька акторка, комедіантка та співачка .
Зокрема, вона стала відома широкому загалу своїми гумористичними та музичними виступами на YouTube та участю у французькій версії Голос .

## Життя
Каміль Лелуш народилася в 1986 році в Іль-де-Франс та виросла в Вітрі-сюр-Сен, у передмісті Парижа.
Вона почала вчитися гри на фортепіано у 4 років. У 1997 році, коли їй було 10 років, вона заявила, що хоче стати співачкою. Пізніше вона виступала в піано-барах. У 2000 році вона почала відвідувати курси акторської майстерності. Каміль вивчала комедію в Acting International. Вона проходила прослуховуватися з 2005 року і отримала кілька другорядних ролей. За цей час вона десять років пропрацювала в ресторанному бізнесі.
У 2012 році Каміль Лелуш була помічена з режисеркою Ребеккою Злотовскі в паризькій пивоварні, де вона працювала менеджером ресторану. Вона отримала важливу роль у повнометражному фільмі Гранд Централ. Атомне кохання разом з Леа Сейду, Тахаром Рахімом і Олів'є Гурме . Фільм відібраний на Каннський кінофестиваль 2013 року .
У той же час вона використовувала Інтернет та соціальні мережі, щоб заявити про себе, публікуючи відео та відео на YouTube, а також у Facebook та Instagram. Цей досвід дозволив їй розвинути різних персонажів і створити базу шанувальників із понад 600 000 підписників. На зйомках вона познайомилася з Лораном Жункою та Домініком Перреном, які відчули її відчуття серіалу та порадили їй знятися в цій сцені. Тоді її перша поява на сцені як гумористки відбудеться в Казино де Парі як перша дія з Віржині Гок .
Водночас вона була кандидатом у 4 сезоні шоу "Голос " на TF1, де пройшла до півфіналу. Вона приєдналася до трупи «Голос» для Zenith Tour. Саме під час запису шоу вона починає писати своє майбутнє шоу.
Каміль Лелуш тоді брала участь у шоу Touche pas à mon poste ! на C8 у 2016 році, але вона швидко залишила шоу de Cyril Hanouna, офіційно щоб зосередитися на своїй кар'єрі актриси. Вона розробила шоу для однієї жінки, яку в реальному житті звали Камілла (спочатку просто Каміль Лелуш), з яким вона відправляється в тур по Франції в 2016 році. Вона написала та поставила це шоу разом з Лораном Жункою. Вона втілює різноманітні жіночі образи, орієнтуючись на самотність, натхненну численними гостями ресторану, яких вона зустрічала. Між скетчами Каміль Лелуш співає та грає на гітарі.
У червні 2017 року вона була спонсором 2-го видання Festigital у Єрі. З вересня 2017 року вона виступає в Théâtre de la Gaîté-Montparnasse . Також у вересні 2017 року вона приєдналася до Quotidien TMC , де грала різних персонажів у гумористичному фільмі Face Cam .

## Фільмографія

### Фільми
- 2013 : Гранд Централ. Атомне кохання — Жеральдіна
- 2016 : Планетаріум - Наречена
- 2017 : Le Prix du succès — Камілла

### Телебачення
- 2015 : Голос, 4 сезон: себе
- 2016 : Touche pas à mon poste, себе
- 2017 : Quotidien

## Дискографія

### Пісні
- 2020: «Mais je t'aime» (Grand Corps Malade & Camille Lellouche) (пік FR: #9, BEL: #12 SWI: #41)[8]
- 2020: «Et si» (Tayc feat. Camille Lellouche) (Пік FR: #93)
- 2020: «Je remercie mon ex» (пік FR: #200)
- 2020: «N'insiste pas» (пік FR: № 129)